# Thomas Schilp
Thomas Schilp (* 19. Oktober 1953 in Friedberg (Hessen); † 28. September 2019 in Dortmund) war ein deutscher Historiker und Archivar.

## Leben und Wirken
Nach dem Abitur 1972 studierte Schilp von 1972 bis 1981 an der Philipps-Universität Marburg Geschichte, Germanistik, Politik und Philosophie. 1977/1978 absolvierte er das Erste Staatsexamen; 1981 wurde er bei Walter Heinemeyer mit einer Arbeit über die Reichsburg Friedberg im Mittelalter promoviert. Von 1981 bis 1983 folgte ein Referendariat an der Archivschule Marburg. 1984/1985 war er wissenschaftlicher Angestellter am Max-Planck-Institut für Geschichte in Göttingen, 1985 bis 1987 wissenschaftlicher Archivar am Hauptstaatsarchiv Düsseldorf. Ab 1987 war Schilp Mitarbeiter des Stadtarchivs Dortmund, von 2011 bis zum Eintritt in den Ruhestand 2014 Direktor des Archivs. Im April 2001 wurde er zum ordentlichen Mitglied der Historischen Kommission für Westfalen gewählt. Von 2009 bis 2018 war er Vorstandsmitglied der Kommission.
Aufgrund einer Habilitationsschrift über religiöse Frauengemeinschaften im Frühmittelalter erhielt er 1994 an der Gerhard-Mercator-Universität Duisburg die venia legendi für mittelalterliche Geschichte. 1999 erfolgte die Ernennung zum außerplanmäßigen Professor, 2015 eine Umhabilitation an die Ruhr-Universität Bochum. Schilps Forschungsschwerpunkte waren die Memoria des Mittelalters, die Stadtgeschichte und die Geschichte religiöser Frauengemeinschaften. 
Schilp war Mitherausgeber mehrerer wissenschaftlicher Reihen: Dortmunder Mittelalter-Forschungen, Dortmunder Exkursionen zur Geschichte und Kultur, Essener Forschungen zum Frauenstift, Westfalen in der Vormoderne sowie Memoria and Remembrance Practices. Er starb am 28. September 2019 im Alter von 65 Jahren.

## Schriften
Monografien
- Die Reichsburg Friedberg im Mittelalter. Untersuchungen zu ihrer Verfassung, Verwaltung und Politik (= Wetterauer Geschichtsblätter. Bd. 31). Bindernagel, Friedberg 1982, ISBN 3-87076-035-4 (Zugleich: Marburg, Universität, Dissertation, 1981).
- Norm und Wirklichkeit religiöser Frauengemeinschaften im Frühmittelalter. Die Institutio sanctimonialium Aquisgranensis des Jahres 816 und die Problematik der Verfassung von Frauenkommunitäten (= Veröffentlichungen des Max-Planck-Instituts für Geschichte. Bd. 137 = Studien zur Germania Sacra. Bd. 21). Vandenhoeck und Ruprecht, Göttingen 1998, ISBN 3-525-35452-5 (Zugleich: Duisburg, Universität, Habilitations-Schrift, 1994).

Quelleneditionen
- Die Reichsburg Friedberg im Mittelalter. Regesten der Urkunden 1216–1410 (= Veröffentlichungen der Historischen Kommission für Hessen. Bd. 3 = Urkundenbuch der Stadt Friedberg. Bd. 2). Elwert, Marburg 1987, ISBN 3-7708-0874-6.
- mit Joachim Huske und Wilfried Reininghaus: Das Muth-, Verleih- und Bestätigungsbuch 1770–1773. Eine Quelle zur Frühgeschichte des Ruhrbergbaus (= Veröffentlichungen des Stadtarchivs Dortmund. Bd. 9). Wittmaack, Dortmund 1993, ISBN 3-9802117-9-7.
- Essener Urkundenbuch. Regesten der Urkunden des Frauenstifts Essen im Mittelalter. Band 1: Von der Gründung um 850 bis 1350 (= Publikationen der Gesellschaft für Rheinische Geschichtskunde. Bd. 80). Droste, Düsseldorf 2010, ISBN 978-3-7700-7635-2.
- mit Jens Martin Rohrbach: Albrecht von Graefe an Frans Cornelis Donders. Briefe 1852 bis 1870. Herausgegeben im Auftrag der Deutschen Ophthalmologischen Gesellschaft. Klartext-Verlag, Essen 2013, ISBN 978-3-8375-1029-4.

Herausgeberschaften
- mit Günther Högl: Hörde. Beiträge zur Stadtgeschichte. 650 Jahre Stadtrechte Hörde (1340–1990). Wittmaack, Dortmund 1990, ISBN 3-9802117-3-8.
- mit Beate Weifenbach: Reinoldus und die Dortmunder Bürgergemeinde. Die mittelalterliche Stadt und ihr heiliger Patron (= Veröffentlichungen des Stadtarchivs Dortmund. Bd. 15). Klartext-Verlag, Essen 2000, ISBN 3-88474-918-8.
- mit Andrea Zupancic: Der Berswordt-Meister und die Dortmunder Malerei um 1400. Stadtkultur im Spätmittelalter (= Veröffentlichungen des Stadtarchivs Dortmund. Bd. 18). Verlag für Regionalgeschichte, Bielefeld 2002, ISBN 3-89534-488-5.
- mit Uwe Ludwig: Mittelalter an Rhein und Maas. Beiträge zur Geschichte des Niederrheins. Dieter Geuenich zum 60. Geburtstag (= Studien zur Geschichte und Kultur Nordwesteuropas. Bd. 8). Waxmann, Münster u. a. 2004, ISBN 3-8309-1380-X.
- mit Uwe Ludwig: Nomen et Fraternitas. Festschrift für Dieter Geuenich zum 65. Geburtstag (= Reallexikon der Germanischen Altertumskunde. Ergänzungsbände. Bd. 62). de Gruyter, Berlin u. a. 2008, ISBN 978-3-11-021047-7.
- mit Andrea Zupancic: „Das neue Dortmund“ – Das Dortmunder Gesundheitshaus von Will Schwarz. (= Veröffentlichungen des Stadtarchivs Dortmund. Bd. 20). Fotografiert von Gerd Kittel. Wasmuth, Tübingen u. a. 2014, ISBN 978-3-8030-0783-4.